# Port lotniczy Helsinki-Vantaa

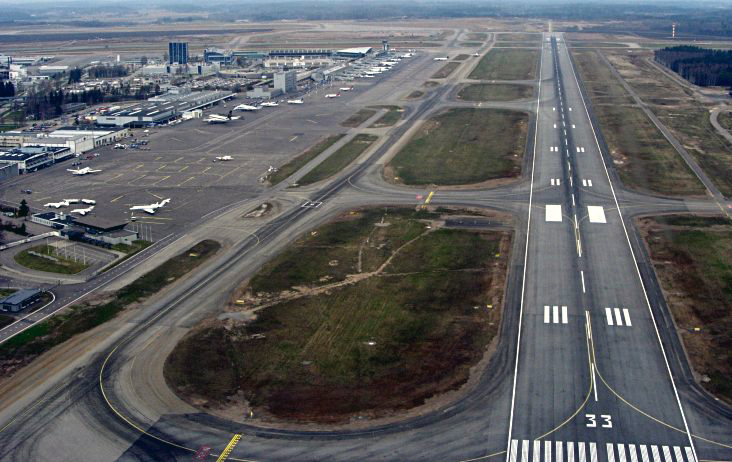
Droga startowa na kierunku 15/33

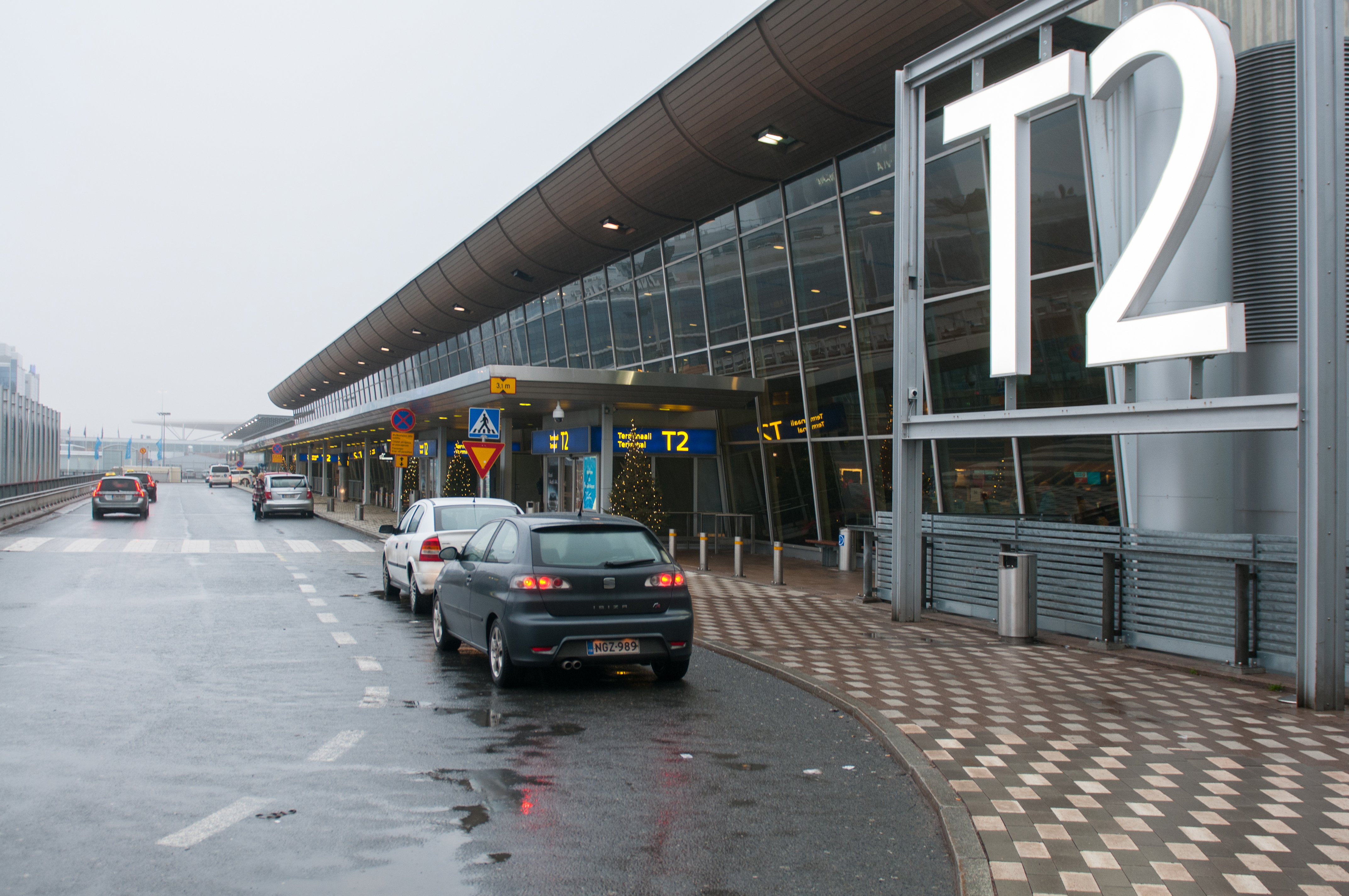
Terminal 2

Port lotniczy Helsinki-Vantaa (ang. Helsinki-Vantaa International Airport, fiń. Helsinki-Vantaan lentoasema, szw. Helsingfors-Vanda flygplats, kod IATA: HEL, kod ICAO: EFHK) – międzynarodowy port lotniczy, najruchliwszy w Finlandii, znajdujący się w mieście Vantaa, 15 km na północ od centrum Helsinek. Jest jednym z głównych portów lotniczych regionu krajów nordyckich. W 2005 obsłużył 11 133 195 pasażerów, a w 2010 12 883 399.

## Linie lotnicze i kierunki lotów
| Linia lotnicza                  | Kierunek |
| ------------------------------- | --- |
| Aegean Airlines                 | 1. Ateny Sezonowo: 1. Kalamata |
| Air Baltic                      | 1. Ryga |
| Air France                      | 1. Paryż-Charles de Gaulle |
| BRA Braathens Regional Airlines | 1. Sztokholm-Bromma Sezonowo: 1. Visby |
| Budapest Aircraft Service       | 1. Pori |
| Eurowings                       | 1. Berlin |
| Finnair                         | 1. Amsterdam 2. Bangkok-Suvarnabhumi 3. Barcelona 4. Bergen 5. Berlin 6. Bruksela 7. Budapeszt 8. Kopenhaga 9. Dallas-Fort Worth 10. Delhi 11. Doha 12. Dublin 13. Düsseldorf 14. Edynburg 15. Faro 16. Frankfurt 17. Madera 18. Gazipaşa 19. Gdańsk 20. Genewa 21. Göteborg 22. Hamburg 23. Hongkong 24. Ivalo 25. Joensuu 26. Jyväskylä 27. Kajaani 28. Kemi 29. Kittilä 30. Kokkola 31. Kraków 32. Kuopio 33. Kuusamo 34. Lizbona 35. Londyn-Heathrow 36. Los Angeles 37. Madryt 38. Malaga 39. Manchester 40. Mariehamn 41. Mediolan-Malpensa 42. Monachium 43. Nicea 44. Nowy Jork-JFK 45. Osaka-Kansai 46. Oslo-Gardermoen 47. Oulu 48. Paryż-Charles de Gaulle 49. Praga 50. Reykjavik-Keflavík 51. Ryga 52. Rzym-Fiumicino 53. Rovaniemi 54. Seul-Inczon 55. Szanghaj-Pudong 56. Singapur 57. Sztokholm-Arlanda 58. Tallinn 59. Tartu 60. Tokio-Haneda 61. Tokio-Narita 62. Tromsø 63. Vaasa 64. Wiedeń 65. Wilno 66. Warszawa-Chopin 67. Zurych Sezonowo: 1. Alicante 2. Antalya 3. Billund 4. Bodø 5. Bolonia 6. Chania 7. Chicago-O’Hare 8. Dubaj 9. Dubrownik 10. Gran Canaria 11. Heraklion 12. Innsbruck 13. Kirkenes (od 30 marca 2025) 14. Lanzarote 15. Larnaka 16. Lublana 17. Mediolan-Linate 18. Miami 19. Nagoja 20. Neapol 21. Palma de Mallorca 22. Phuket 23. Rodos 24. Salzburg 25. Santorini 26. Seattle-Tacoma 27. Split 28. Teneryfa-Południe 29. Trondheim 30. Wenecja-Marco Polo 31. Werona 32. Visby Sezonowe czartery: 1. Burgas 2. Korfu 3. Karpatos |
| Icelandair                      | 1. Reykjavík-Keflavík |
| Japan Airlines                  | 1. Tokio-Haneda |
| Juneyao Airlines                | 1. Szanghaj-Pudong 2. Zhengzhou |
| KLM                             | 1. Amsterdam |
| Lufthansa                       | 1. Frankfurt 2. Monachium |
| Norwegian Air Shuttle           | 1. Alicante 2. Bergamo 3. Londyn-Gatwick 4. Malaga 5. Oslo-Gardermoen 6. Rovaniemi 7. Sztokholm-Arlanda Sezonowo: 1. Agadir 2. Ateny 3. Barcelona 4. Bukareszt (od 3 czerwca 2025) 5. Burgas 6. Chania 7. Kopenhaga 8. Dubrownik 9. Larnaka 10. Malta (od 4 czerwca 2025) 11. Nicea 12. Palma de Mallorca 13. Piza 14. / Prisztina 15. Rodos 16. Sofia 17. Split 18. Teneryfa-Południe 19. Tivat 20. Wenecja |
| Nyxair                          | 1. Parnawa 2. Savonlinna |
| Pegasus Airlines                | 1. Antalya 2. Stambuł-Sabiha Gökçen |
| Ryanair                         | 1. Alicante 2. Paryż-Beauvais 3. Bergamo 4. Bruksela-Charleroi 5. Londyn-Stansted 6. Saloniki 7. Wiedeń Sezonowo: 1. Dubrownik 1. Girona 2. Warszawa-Modlin 3. Wenecja-Marco Polo 4. Zadar |
| SAS                             | 1. Kopenhaga 2. Sztokholm-Arlanda |
| Sunclass Airlines               | Sezonowe czartery: 1. Chania 2. Gran Canaria 3. Heraklion 4. Larnaka 5. Palma de Mallorca 6. Preweza 7. Rodos 8. Split 9. Teneryfa-Południe |
| SunExpress                      | Sezonowo: 1. Izmir |
| TUI Airways                     | Sezonowe czartery: 1. Cancún 2. Krabi 3. Phuket |
| TUI fly Nordic                  | Sezonowe czartery: 1. Boa Vista 2. Sal |
| Turkish Airlines                | 1. Stambuł |
| Vueling                         | Sezonowo: 1. Barcelona |

### Cargo

Terminal T2

| Linia lotnicza         | Kierunek                   |
| ---------------------- | -------------------------- |
| FedEx Express          | 1. Paryż-Charles de Gaulle |
| Turkish Airlines Cargo | 1. Stambuł                 |
| UPS Airlines           | 1. Kolonia/Bonn            |